# Somaloniscus nitidus
Somaloniscus nitidus är en kräftdjursart som först beskrevs av Wedenissow 1894.  Somaloniscus nitidus ingår i släktet Somaloniscus och familjen Eubelidae. Inga underarter finns listade i Catalogue of Life.